# Жегелія
Жегелія (рум. Jegălia) — село у повіті Келераш в Румунії. Входить до складу комуни Жегелія.
Село розташоване на відстані 123 км на схід від Бухареста, 26 км на схід від Келераші, 81 км на захід від Констанци, 129 км на південь від Галаца.

## Населення
За даними перепису населення 2002 року у селі проживали 2233 особи.
Національний склад населення села:
| Національність | Кількість осіб | Відсоток |
| -------------- | -------------- | -------- |
| румуни         | 2225           | 99,6%    |
| цигани         | 8              | 0,4%     |

Рідною мовою назвали:
| Мова      | Кількість осіб | Відсоток |
| --------- | -------------- | -------- |
| румунська | 2225           | 99,6%    |
| циганська | 8              | 0,4%     |